# Potomida littoralis
Potomida littoralis is een tweekleppigensoort uit de familie van de Unionidae. De wetenschappelijke naam van de soort is voor het eerst geldig gepubliceerd in 1798 door Cuvier.